# 2344 Xizang
A 2344 Xizang (ideiglenes jelöléssel 1979 SC1) a Naprendszer kisbolygóövében található aszteroida. A Bíbor-hegyi Obszervatóriumban fedezték fel 1979. szeptember 27-én.